# Xi Ling
Xi Ling (chinesisch 西领 ‚Westgrat‘) ist ein bis zu 23 m hoher, felsiger Bergkamm an der Ingrid-Christensen-Küste des ostantarktischen Prinzessin-Elisabeth-Lands. In den Larsemann Hills ragt er westlich der Zhongshan-Station auf der Westseite der Halbinsel Xiehe Bandao auf.
Chinesische Wissenschaftler benannten ihn 1989.